# Yisrael Beiteinu
Yisrael Beiteinu, "Vårt hem Israel", är ett politiskt parti i Israel, med stöd bland judiska immigranter från forna Sovjetunionen samt druser på Golanhöjderna som motsätter sig att området överlämnas till Syrien. 
Partiet bildades inför de allmänna valen 1999 genom samgående mellan det nybildade partiet Aliya och den före detta Likud-politikern Avigdor Lieberman och dennes anhängare.
Yisrael Beiteinu, som samlade olika motståndare till Wye River-överenskommelsen, tog fyra platser i Knesset.
I valet 2003 ingick man i valkoalitionen Nationella Unionen som efter valet kom att ingå i Ariel Sharons koalitionsregering. Nationella Unionens båda ministrar (varav Lieberman var den ena) fick dock snart sparken sedan man motsatt sig lämnandet av Gazaremsan.
2005 lämnade Yisrael Beiteinu Nationella Unionen och ställde i valet i mars 2006 åter upp som eget parti, med stor framgång. Partiet erövrade elva mandat i Knesset och i slutet av oktober tog man plats i regeringen, på inbjudan av premiärminister Ehud Olmert. Detta vållade kraftiga protester från Arbetarpartiet och en av dess ministrar, Ophir Pines-Paz valde att lämna regeringen.
Motsättningarna med Arbetarpartiet blev inte mindre sedan dessa i januari 2007 utnämnt den arabiske muslimen Raleb Majadele till Pines-Paz efterföljare. Parlamentsledamoten Esterina Tartman såg beslutet som ett hot mot landets judiska identitet och partiledaren Lieberman krävde att Arbetarpartiets ledare Amir Peretz skulle avgå som försvarsminister eftersom han äventyrade landets säkerhet.
Arbetarpartiets gruppledare i Knesset, Yoram Marciano svarade med att kalla Yisrael Beiteinu för ett rasistparti och uppmanade Olmert att kasta ut dem ur regeringen.
Ett år senare lämnade Yisrael Beiteinu istället självmant regeringen, i protest mot fredsförhandlingarna med den palestinska myndigheten.

## Valet 2009

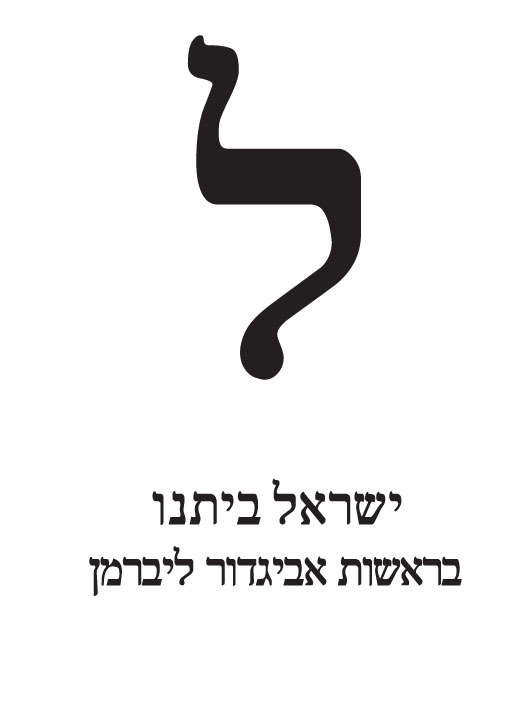
YB:s valsedel 2009

I parlamentsvalet den 10 februari 2009 gick Yisrael Beiteinu förbi Arbetarpartiet och blev Israels tredje största parti, med 12% av rösterna och följande 15 parlamentariker i Knesset:
1. Avigdor Lieberman
2. Uzi Landau
3. Stas Misezhnikov
4. Yitzhak Aharonovich
5. Sofa Landver
6. Orly Levy
7. Danny Ayalon
8. David Rotem
9. Anastasia Michaeli
10. Pania Kirsenbaum
11. Robert Ilatov
12. Hamad Amar
13. Moshe Mutz Matlon
14. Lia Shemtov
15. Alex Miller